# Lopinga deidamia
Espèce
Lopinga deidamia est une espèce de lépidoptères (papillons) asiatiques de la famille des Nymphalidae et de la sous-famille des Satyrinae.

## Description
L'imago de Lopinga deidamia est un papillon de couleur ocre clair à marron foncé suivant les sous-espèces avec une discrète bande plus claire. Il est orné d'un gros ocelle marron cerclés de clair et pupillé de blanc à l'apex des antérieures, et aux postérieures d'une ligne d'ocelles marron cerclés de clair et pupillés de blanc, celui de l'angle anal étant doublement pupillé de blanc.

## Biologie
Ce papillon vole de juin à août en une génération, deux dans certains lieux plus favorables.
Les plantes hôtes de la chenille sont des Agrostis, Calamagrostis et Elytrigia.

## Distribution et biotopes
Lopinga deidamia est présent dans le Sud de la Sibérie, en Mongolie, en Chine, en Corée et au Japon.
Il réside en bordure de forêt, dans la toundra comme en montagne.

## Systématique
L'espèce actuellement appelée Lopinga deidamia a été décrite en 1851 par le naturaliste allemand Eduard Friedrich von Eversmann, sous le nom initial d'Hipparchia deidamia.
Autres combinations : Crebeta deidamia, Lasiommata deidamia, Pararge deidamia.

### Sous-espèces
Selon FUNET Tree of Life (22 octobre 2020) :
- Lopinga deidamia deidamia Eversmann, 1851
- Lopinga deidamia erebina Butler, 1883
- Lopinga deidamia interrupta (Fruhstorfer, 1909)
- Lopinga deidamia thyria (Fruhstorfer, 1909)
- Lopinga deidamia sachalinensis (Matsumura, 1911)
- Lopinga deidamia kampuzana Yamazaki, 1981
- Lopinga deidamia evdokimovi Korb, 1997